# 小浜桃奈
小浜 桃奈（こはま ももな、2003年〈平成15年〉4月2日 - ）は、日本の女性ファッションモデル、タレントである。『EMMARY』5代目編集長。所属事務所はプラチナムプロダクション。東京都出身。

## 経歴
2019年9月7日よりプラチナムプロダクションのアイドルユニット『Shibu3 project』に加入。ピンククラスに配属される。同年12月、『今日、好きになりました。』（ABEMA）第24弾・冬休み編に出演。
2020年6月、『EMMARY』（チームシンデレラ）編集長見習いに就任。同年11月2日、正式に編集長に就任。
2022年1月23日放送のTBSテレビ『サンデー・ジャポン』にゲスト出演して以降、テレビ番組への出演が目立つようになり、同年4月からは、同じ事務所の吉田莉桜から引き継ぐ形で、MBSラジオ『オレたちゴチャ・まぜっ!〜集まれヤンヤン〜』に“ヤンヤンガールズ”14期生として出演している。
2023年1月25日放送のフジテレビ『スタンドUPスタート』第2話にゲスト出演して、テレビドラマ初出演。
2023年からK-1のアマチュア大会「K-1甲子園」「K-1カレッジ」のスペシャルサポーターに就任。2024年9月1日に行われた同大会ではKrushのラウンドガールを務める荻野心とスペシャルワンマッチで対戦し、0-3の判定で敗れた。

## 人物
- 幼稚園から高校まである一貫校の女子校に中学校まで通っていた。
- 趣味は歌うこと、踊ること。
- 特技は書道（7段）、空手（元全日本強化選抜選手）、ダンス[1]。
- チャームポイントは白い肌[1]。
- 映画監督・脚本家の川上亮は「いかにも芸能界に慣れている感じ。感じ悪いなと思った」と第一印象を例え[8]、「悔しいけど、（演技は）一番、うまかった」と演技力の評価から自身の作品に登用したことを明かしている[8]。

## 出演

### テレビ番組
- 今日、好きになりました。冬休み編（2019年12月16日 - 2020年1月20日、AbemaTV）
- サンデージャポン（2022年1月23日・2月13日・3月20日、4月24日・6月13日・9月11日・11月27日、TBS）[5]
- 今夜くらべてみました（2022年3月2日、日本テレビ）
- NHKスペシャル（2022年3月27日、NHK）
- 踊る!さんま御殿!!（2022年6月14日、日本テレビ）
- 参院選開票特番 選挙Link（2022年7月11日・テレビ神奈川)
- しくじり先生 俺みたいになるな!!（2022年7月8日・15日、9月30日・10月7日、テレビ朝日、AbemaTV)
- ダウンタウンDX 2時間スペシャル（2022年9月8日、日本テレビ）
- Cheeky's a GoGo!（2022年12月7日、BSよしもと）[9]

### テレビドラマ
- スタンドUPスタート 第2話（2023年1月25日、フジテレビ） - 壇美憂 役[6]
- ビリオン×スクール 第6話（2024年8月9日、フジテレビ） - 歩夢の彼女　川名さくら 役[10]
- 法廷のドラゴン 第2話（2025年1月24日、テレビ東京） - 女子大生 役[11]
- 六月のタイムマシン（2025年5月4日 - 6月29日、BS12 トゥエルビ） - 五十嵐桃花 役[12]

### 映画
- 札束と温泉（2023年6月30日公開、渋谷プロダクション） - 関根ひかる 役[13]
- 太陽がしょっぱい（2024年11月16日公開、アークエンタテインメント）[14]

### 短編映画
- 隠れた顔（2022年12月17日、若者達YouTube チャンネル） - ヒロイン[15]

### ラジオ番組
- オレたちゴチャ・まぜっ!〜集まれヤンヤン〜（2022年4月23日 - 2023年4月16日、MBSラジオ） - ヤンヤンガールズ14期生
- ブルボンヌのラジオ保健室（2022年12月9日、NHKラジオ）[16]